# 賀川昭夫
賀川 昭夫（かがわ あきお、1945年 - ）は、日本の経済学者。理論経済学専攻。東京経済大学名誉教授。

## 経歴
- 京都大学経済学部卒業。
- 大阪大学大学院経済学研究科修士課程修了。
- ロチェスター大学大学院経済学研究科博士課程修了、Ph.D.[1])
- 大阪大学社会経済研究所助手。
- 京都学園大学非常勤講師。
- 1978年、東京経済大学経済学部専任講師。
- 1996年、教授。
- 2009年、放送大学教養学部客員教授兼任。
- 2016年、名誉教授。

## 著書

### 単著
- 『演習ミクロ経済学』（日本評論社、1990年、ISBN 9784535578418）
- 『現代経済学』（放送大学教育振興会、新訂2005年、ISBN 9784595305238、改訂版2009年、ISBN 9784595309267）

### 共著
- （戸田学・浜野忠司）『FIRST STEP ミクロ経済学』（有斐閣、1996年、ISBN 9784641086227）
- （坪沼秀昌・片岡孝夫）『FIRST STEP マクロ経済学』（有斐閣、1999年、ISBN 9784641086333）

### 共編著
- （辻正次）『現代経済学の基礎 2 ミクロ経済学』（有斐閣、1997年、ISBN 9784641111592）

### 論文（共著）
- （佐々木宏夫）『戦後50年：「熱い正義」から「冷めた正義」へ』（1995）